# 獨立戰爭
獨立戰爭是指一個國家追求獨立時，與原先統治者之間的衝突，而从統治者及其支持者的角度来看，獨立戰爭是一種叛乱。

## 獨立戰爭列表

### 亞洲
- 伊奧尼亞起義（前499－前493年）
- 勾踐復國（前482年）
- 田單復國（前284－前279年）
- 秦末六國復國（前209－前207年）
- 馬加比起義（前167－前160年）
- 漢平南越之戰（前112年）
- 漢平東越之戰（前111–110年）
- 二徵起義（40－43年）
- 猶太-羅馬戰爭
  - 猶太人大起義（66－74年）
  - 巴柯巴起義（132－136年）
- 百濟復國運動（660－663年）
- 突厥復國運動（679－687年）
- 天門嶺之戰（698年）
- 天寶戰爭（750－754年）
- 神川之戰（794年）
- 白藤江之戰 （938年）
- 三別抄之亂（1270－1273年）
- 第二次元緬戰爭（1300–1301年）
- 徐達北伐（1367－1369年）
- 藍山起義（1418－1427年）
- 麓川之役（1436－1449年）
- 哈薩克獨立戰爭（1468－1500年）
- 遠彌計赤蜂之亂（1500年）
- 第四次阿瑜陀耶包圍戰（1584－1593年）
- 播州之役（1600年）
- 奢安之亂（1621–1630年）
- 沙牟奢允之戰（1669－1672年）
- 三藩之亂（1673－1681年）
- 苗民起義
  - 古州苗民起義（1735－1736年）
  - 乾嘉苗民起義（1795－1806年）
  - 張秀眉起義（1855－1873年）
- 阿睦爾撒納之亂（1755－1759年）
- 撤驛之變（1756－1757年）
- 大小和卓之亂（1757－1759年）
- 韋洛爾兵變（1806年）
- 安汶戰爭（1817年）
- 第三次馬拉塔戰爭（1817－1819年）
- 爪哇戰爭（1825－1830年）
- 昭阿努之亂（1826－1828年）
- 柴嵮羅奔王之亂（1834－1835年）
- 1840年柬埔寨抗越大起義（1840－1841年）
- 第二次英國錫克戰爭（1848－1849年）
- 太平天國運動（1851－1864年）
- 雲南回變（1856－1873年）
- 印度民族起義（1857－1858年）
- 同治新疆維回起義（1864－1877年）
- 勤王運動（1885－1896年）
- 台灣武裝抗日運動（1895－1917年）
  - 乙未戰爭（1895年）
- 菲律賓革命（1896－1898年）
- 美菲戰爭（1899－1913年）
- 丁未義兵運動（1907－1910年）
- 辛亥革命（1911年）
- 辛亥拉薩動亂（1911－1913年）
- 科布多之战（1912年）
- 阿拉伯大起義（1916－1918年）
- 巴斯瑪奇運動（1916－1934年）
- 第三次英國—阿富汗戰爭（1919年）
- 土耳其獨立戰爭（1919－1923年）
- 伊拉克—庫爾德衝突（1919年－至今）
- 蒙古人民革命（1921年）
- 喬治亞八月起義（1924年）
- 哈密暴動（1931－1934年）
- 1936年巴勒斯坦阿拉伯人大起義（1936－1939年）
- 伊寧事變（1944－1946年）
- 巴勒斯坦託管地猶太人暴動（1944－1948年）
- 印度尼西亞獨立戰爭（1945－1949年）
- 越南八月革命（1945年）
- 第一次印度支那戰爭（1946－1954年）
- 以色列獨立戰爭（1947－1949年）
- 馬來亞緊急狀態（1948－1960年）
- 印度東北部衝突（1954年－至今）
- 賽普勒斯緊急狀態（1955－1959年）
- 1959年藏區騷亂（1959年）
- 汶萊叛亂（1962年）
- 砂拉越共產主義叛亂（1962－1990年）
- 巴布亞衝突（1962年－至今）
- 佐法爾戰爭（1963－1976年）
- 莫洛衝突（1968－2019年）
- 孟加拉獨立戰爭（1971年）
- 土耳其入侵賽普勒斯（1974年）
- 印度尼西亞入侵東帝汶（1975－1976年）
- 自由亞齊運動（1976－2005年）
- 土耳其—庫爾德衝突 （1978年－至今）
- 1979年伊朗庫德人叛亂（1979－1983年）
- 斯里蘭卡內戰（1983－2009年）
- 旁遮普叛亂（1984－1995年）
- 第一次納卡戰爭（1988－1994年）
- 查謨和喀什米爾叛亂（1989年－至今）
- 波斯灣戰爭（1990－1991年）
- 阿布哈茲衛國戰爭（1992－1993年）
- 第二次巴勒斯坦大起義（2000－2005年）
- 泰國南部動亂（2004年－至今）
- 南奧塞梯戰爭（2008年）

### 歐洲
- 底比斯戰役（前335年）
- 拉米亞戰爭（前323－前322年）
- 盧西坦戰爭（前155－前139年）
- 阿萊西亞之戰（前52年）
- 條頓堡森林戰役（9年）
- 科瓦東加戰役（722年）
- 阿森與彼得起義（1185－1204年）
- 西西里晚禱（1282年）
- 蘇格蘭獨立戰爭（1296－1357年）
- 特維爾起義（1327年）
- 聖喬治之夜起義（1343－1345年）
- 烏格拉河對峙（1480年）
- 施瓦本戰爭（1499年）
- 瑞典獨立戰爭（1521－1523年）
- 喀山起義（1552–1556）
- 荷蘭獨立戰爭（1568－1648年）
- 愛爾蘭九年戰爭（1593－1603年）
- 莫斯科戰役（1612年）
- 波希米亞起義（1618－1620年）
- 收割者戰爭（1640－1659年）
- 葡萄牙王政復古戰爭（1640－1668年）
- 赫梅利尼茨基起義（1648－1657年）
- 拉科齊獨立戰爭（1703－1711年）
- 布拉班特革命（1789－1790年）
- 柯斯丘什科起義（1794年）
- 1798年愛爾蘭起義（1798年）
- 塞爾維亞起義（1804－1817年）
- 大波蘭起義（1806年）
- 西班牙獨立戰爭（1808－1814年）
- 德意志解放戰爭（1813年）
- 挪威獨立戰爭（1814年）
- 高加索戰爭（1817－1864年）
- 希臘獨立戰爭（1821－1832年）
- 比利時革命（1830－1831年）
- 波蘭十一月起義（1830－1831年）
- 克拉科夫起義（1846年）
- 1848年奥地利帝国革命
  - 1848年匈牙利革命（1848－1849年）
- 義大利獨立戰爭
  - 第一次義大利獨立戰爭（1848－1849年）
  - 第二次意大利獨立戰爭（1859年）
  - 第三次義大利獨立戰爭（1866年）
- 波蘭一月起義（1863－1864年）
- 保加利亞1876年起義 （1876年）
- 塞爾維亞—土耳其戰爭（1876－1878年）
- 羅馬尼亞獨立戰爭（1877－1878年）
- 先知以利亞日起義（1903年）
- 復活節起義（1916年）
- 烏克蘭獨立戰爭（1917－1921年）
- 愛沙尼亞獨立戰爭（1918年－1920年）
- 拉脫維亞獨立戰爭（1918－1920年）
- 立陶宛獨立戰爭（1918－1920年）
- 大波蘭起義 (1918－1919年)
- 愛爾蘭獨立戰爭（1919－1921年）
- 1940至1944 年車臣叛亂（1940－1944年）
- 華沙起義（1944年）
- 斯洛伐克民族起義（1944年）
- 布拉格起義（1945年）
- 波羅的海三國遊擊戰 （1945－1956年）
- 第一次車臣戰爭（1994－1996年）
- 南斯拉夫內戰
  - 斯洛維尼亞獨立戰爭（1991年）
  - 克羅埃西亞獨立戰爭（1991－1995年）
  - 波士尼亞獨立戰爭（1992－1995年）
  - 科索沃獨立戰爭（1996－1999年）
- 德涅斯特河沿岸獨立戰爭（1992年）

### 美洲
- 庫斯科包圍戰（1536—1537年）
- 菲利普國王戰爭（1675－1678年）
- 培布羅起義（1680年）
- 龐蒂亞克戰爭（1763－1766年）
- 美國獨立戰爭（1775－1783年）
- 西北印第安戰爭（1785－1795年）
- 海地獨立戰爭（1791－1804年）
- 特庫姆塞戰爭（1810－1813年）
- 西班牙美洲獨立戰爭
  - 玻利維亞獨立戰爭（1809－1825）
  - 委內瑞拉獨立戰爭（1810－1823年）
  - 阿根廷獨立戰爭（1810－1818年）
  - 墨西哥獨立戰爭（1810－1821年）
  - 祕魯獨立戰爭（1811－1826年）
  - 智利獨立戰爭（1812－1827年）
  - 厄瓜多獨立戰爭（1820－1822年）
- 伯南布哥起義（1817年）
- 巴西獨立戰爭（1822－1825年）
- 赤道邦聯（1824年）
- 西斯普拉廷戰爭（1825－1828年）
- 破衫漢戰爭（1835－1845年）
- 德克薩斯革命（1835－1836年）
- 邦聯戰爭（1836–1839年）
- 下加拿大與上加拿大叛亂（1837－1838年）
- 多明尼加獨立戰爭（1844－1856年）
- 尤卡坦種姓之戰（1847－1901年）
- 美國內戰（1861－1865年）
- 占領阿勞卡尼亞（1861－1883年）
- 多明尼加復國戰爭（1863－1865年）
- 十年戰爭（1868－1878年）
- 古巴獨立戰爭（1895－1898年）

### 非洲
- 第一次波耳戰爭（1880－1881年）
- 英蘇戰爭（1881－1899年）
- 英埃戰爭（1882年）
- 阿布希里起義（1888–1889年）
- 馬及馬及叛亂（1905–1907年）
- 波耳叛亂（1914－1915年）
- 里夫戰爭（1921－1926年）
- 矛矛起義（1952－1960年）
- 阿爾及利亞獨立戰爭（1954－1962年）
- 剛果危機（1960－1965年）
- 葡萄牙殖民地戰爭
  - 安哥拉獨立戰爭（1961－1974年）
  - 幾內亞比索獨立戰爭（1963－1974年）
  - 莫三比克獨立戰爭（1964－1974年）
- 厄利垂亞獨立戰爭（1961－1991年）
- 羅德西亞叢林戰爭（1964－1979年）
- 納米比亞獨立戰爭（1966－1990年）
- 奈及利亞內戰（1967－1970年）
- 卡賓達戰爭（1975年－至今）
- 西撒哈拉戰爭（1975－1991年）
- 南蘇丹獨立戰爭（1983－2005年）
- 達爾富爾衝突（2003－2020年）
- 喀麥隆英語區危機（2017年－至今）
- 圖阿雷格叛亂（2012－2013年）

### 大洋洲
- 布干維爾內戰（1988－1998年）